# Plagiothecium lucidum
Plagiothecium lucidum là một loài Rêu trong họ Plagiotheciaceae. Loài này được (Hook. f. & Wilson) Paris miêu tả khoa học đầu tiên năm 1897.